# Zlateče pri Šentjurju
Zlateče pri Šentjurju este o localitate din comuna Šentjur, Slovenia, cu o populație de 107 locuitori.